# Ешиев, Абдыракман Молдалиевич
Абдыракман Молдалиевич Ешиев (родился 4 января 1960, Никче-Сай, Узгенский район, Ошская область, Киргизская ССР, СССР) — киргизский стоматолог-хирург, доктор медицинских наук, профессор. Заведующий отделением челюстно-лицевой хирургии ошской межобластной объединённой клинической больницы. Директор Общественного фонда «Содействие развитию здравоохранения и медицины» имени В. П. Сергеева. Член-корреспондент НАН КР, академик Российской академии естественных наук.

## Биография
Абдыракман Ешиев родился 4 января 1960 года в селе Никче-Сай Узгенского района Ошской области Кыргызстана.
В 1984 году окончил Киргизский государственный медицинский институт.
В 2004 году защитил диссертацию по теме «Лечение переломов нижней челюсти с помощью модифицированной шины Тигерштеда». В 2011 году защитил докторскую диссертацию на тему" Инновационные методы материала и технологии челюстно-лицевой хирургии". В 2016 году был присвоен ученого звания " Профессор". 5 августа 2021 года избран членом-корреспондентом Национальной академии наук Киргизской Республики. Имеет 26 изобретений по стоматологии и челюстно-лицевой хирургии, 30 рациональных предложений, 10 монографии, 6 учебников по стоматологии и челюстно-лицевой хирургии, 8 методических рекомендации. Автор более 330 научных статьи.

## Публикации
Некоторые публикации:
- Ешиев А.М., Абдышев Т.К. ПРИМЕНЕНИЕ ПРЕПАРАТОВ ТАХОКОМБ И ДЕКАСАН ПРИ ЛЕЧЕНИИ АЛЬВЕОЛИТОВ // Инновации в науке: сб. ст. по матер. XLIX междунар. науч.-практ. конф. № 9(46). – Новосибирск: СибАК, 2015.
- Ешиев А.М. УСТРАНЕНИЕ ПОСЛЕОПЕРАЦИОННЫХ ДЕФЕКТОВ ПРИ ВРОЖДЕННЫХ РАСЩЕЛИНАХ НЁБА // Инновации в науке: сб. ст. по матер. L междунар. науч.-практ. конф. № 10(47). – Новосибирск: СибАК, 2015.
- Курманбеков Н.О., Ешиев А.М. КОМБИНИРОВАННОЕ ПРИМЕНЕНИЕ ОСТЕОПЛАСТИЧЕСКОГО МАТЕРИАЛА ПРИ ЛЕЧЕНИИ КОСТНЫХ ДЕФЕКТОВ // Наука вчера, сегодня, завтра: сб. ст. по матер. XXXI междунар. науч.-практ. конф. № 2(24). Часть I. – Новосибирск: СибАК, 2016.
- D.A. Eshiev, A.M.Alieva, A.M. Nurmatov, N.T.Taalaibekov, A.M.Eshiev/ Coordination and processes of eliminationof various anomalies of the maxilla-faciak area//  Xian Shiyou Xuebao (Ziran Kehue Ban) Journal of Xian Shiyou University Natural Sciences Edition ISSN:1673-064 E-Publication: Online Open Acces Vol: 66 Issue: 01:2023. P. 42-49
- Ешиев А.М., Мамажакып уулу Жаныбай, Пакыров Ж.К., Абдыкайымов А., Минбаев З.Эрмеков Э/ Epidemiology of teeth hard tissues abrasion depending on gender and age, influence of climatogeographical factors//Jilin Daxue Xuebao (Gongxueban)/Journal of Jilin University 2022. С. – 290-298.
- Ешиев А.М., Алиева А.М / Анкетирование населения, получающие ортодонтической помощь в городе Ош//Вестник Биомедицина и социология, 2022.- Том 1.-№1.-С.31-38.